# Дотсиро (Колорадо)
Дотсиро (енгл. Dotsero) насељено је место без административног статуса у америчкој савезној држави Колорадо.

## Демографија
По попису из 2010. године број становника је 705.
| Група             | 2000.    | 2010.       |
| Белци             | 0 (0,0%) | 121 (17,2%) |
| Афроамериканци    | 0 (0,0%) | 10 (1,4%)   |
| Азијати           | 0 (0,0%) | 5 (0,7%)    |
| Хиспаноамериканци | 0 (0,0%) | 574 (81,4%) |
| Укупно            | 0        | 705         |